# Kozármisleny
Kozármisleny è un comune dell'Ungheria di 5.684 abitanti (dati 2008) situato nella contea di Baranya, nella regione Transdanubio Meridionale.

## Amministrazione
È gemellato con Sezze, comune in provincia di Latina.